# King's Counsel
King's Counsel (KC) er en titel for særligt erfarne og kvalificerede jurister i Storbritannien og i nogle lande i det britiske statssamfund.
Når Storbritannien har en regerende konge (siden 2023: Charles 3.) er titlen King's Counsel. Når det er en dronning, der regerer, er titlen Queen's Counsel (QC).
I almindelighed kræver der mindst 15 års erfaring som barrister for at kunne blive KC. Fra 1997 er det også muligt for en særligt erfaren solicitor at blive KC. En KC bruger en anden dragt end de øvrige britiske advokater.